# يان أوستين (سياسي)
يان أوستين (بالإنجليزية: Ian Austin) هو سياسي بريطاني، ولد في 6 مارس 1965 في المملكة المتحدة. حزبياً، نشط في حزب العمال.

## مناصب
- انتخب عضو برلمان المملكة المتحدة الـ57 عن دائرة دودلي الشمالية وقد انضم خلال فترته النيابية ‏ (22 فبراير 2019 – ) للكتلة البرلمانية مستقل.
- في الانتخابات العامة في المملكة المتحدة 2005، انتخب عضو برلمان المملكة المتحدة الـ54 عن دائرة دودلي الشمالية وقد انضم خلال فترته النيابية ‏ (5 مايو 2005 – 12 أبريل 2010) للكتلة البرلمانية حزب العمال.
- في انتخابات المملكة المتحدة لعام 2010، انتخب عضو برلمان المملكة المتحدة الـ55 عن دائرة دودلي الشمالية وقد انضم خلال فترته النيابية ‏ (6 مايو 2010 – 30 مارس 2015) للكتلة البرلمانية حزب العمال.
- في الانتخابات العامة في المملكة المتحدة 2015، انتخب عضو برلمان المملكة المتحدة الـ56 عن دائرة دودلي الشمالية وقد انضم خلال فترته النيابية ‏ (8 مايو 2015 – 3 مايو 2017) للكتلة البرلمانية حزب العمال.
- في الانتخابات التشريعية البريطانية 2017، انتخب عضو برلمان المملكة المتحدة الـ57 عن دائرة دودلي الشمالية وقد انضم خلال فترته النيابية ‏ (8 يونيو 2017 – 22 فبراير 2019) للكتلة البرلمانية حزب العمال.